# Messac (Ille y Vilaine)
Messac era una comuna francesa situada en el departamento de Ille y Vilaine, de la región de Bretaña, que el 1 de enero de 2016 pasó a ser una comuna delegada de la comuna nueva de Guipry-Messac al fusionarse con la comuna de Guipry.

## Demografía
| Gráfica de evolución demográfica de Messac (Ille y Vilaine) entre 1800 y 2013 |
|                                                                               |

Los datos demográficos contemplados en este gráfico de la comuna de Messac se han cogido de 1800 a 1999 de la página francesa EHESS/Cassini, y los demás datos de la página del INSEE.